# Nationaal Waterplan
Het Nationaal Waterplan is de opvolger van de 4e Nota Waterhuishouding en een rijksplan voor het waterbeleid in Nederland. Het eerste Nationaal Waterplan is in 2009 vastgesteld. De Waterwet schrijft voor dat het ministerie belast met Waterstaat elke zes jaar zo'n plan presenteert. Het tweede Nationaal Waterplan is vastgesteld in 2015.

## Nationaal Waterplan 2009 - 2015
Het Nationaal Waterplan uit 2009 bevatte een langetermijnvisie voor 2040 en een uitvoeringsprogramma voor de periode 2009-2015. Het plan werd onder leiding van staatssecretaris Tineke Huizinga vastgesteld.